# Charadrahyla
A Charadrahyla  a kétéltűek (Amphibia) osztályába és  a békák (Anura) rendjébe a levelibéka-félék (Hylidae) családjába és a Hylinae alcsaládba tartozó nem.

## Rendszerezés
A nembe az alábbi fajok tartoznak:
- Charadrahyla altipotens (Duellman, 1968)
- Charadrahyla chaneque (Duellman, 1961)
- Charadrahyla esperancensis Canseco-Márquez, Ramírez-González & González-Bernal, 2017
- Charadrahyla juanitae (Snyder, 1972)
- Charadrahyla nephila (Mendelson & Campbell, 1999)
- Charadrahyla pinorum (Taylor, 1937)
- Charadrahyla sakbah Jiménez-Arcos, Calzada-Arciniega, Alfaro-Juantorena, Vázquez-Reyes, Blair & Parra-Olea, 2019
- Charadrahyla taeniopus (Günther, 1901)
- Charadrahyla tecuani Campbell, Blancas-Hernández & Smith, 2009
- Charadrahyla trux (Adler & Dennis, 1972)